# Apteekki (île à Vaasa)
Lîle Apothèque (en finnois : Apteekki, en suédois : Apoteket) est une île de l'archipel de Gerby à Vaasa en Finlande.

## Géographie
La superficie de l'île est de 1,1 hectare et sa longueur maximale est de 260 mètres dans la direction Sud-est-Nord-ouest. 
Juste au sud d'Apoteket se trouve l'île de Caprera.

## Histoire
L'île a reçu  son nom pendant la guerre de Crimée dans les années 1850, elle servait alors de lien entre les soins de santé et les soldats britanniques malades du choléra.